# Laurent Pech
Laurent Pech (ur. 1974) – francuski prawnik, profesor prawa europejskiego, wykładowca uczelni francuskich i brytyjskich, dyrektor Wydziału Prawa i Polityki (the Law and Politics Department) w Middlesex University London, specjalizuje się w prawie konstytucyjnym Unii Europejskiej, prawie rynku wewnętrznego UE, prawie konkurencji i prawach fundamentalnych UE.

## Życiorys
Ukończył studia w Aix-Marseille University. Uzyskał bakalaureat i magisterium w zakresie prawa. Nadano mu stopień naukowy Philosophy Doctor (Ph.D.). Pracował w Kanadzie na stanowisku Postdoctoral Research Fellow w Canada Research Chair on Globalization, Citizenship and Democracy oraz w USA jako Emile Noel Fellow na Wydziale Prawa New York University. Był konsultantem prawnym działającym na rzecz państw ubiegających się o członkostwo w Unii Europejskiej (np. Bułgaria, Łotwa i Czarnogóra).
Był profesorem wizytującym w Aix-Marseille University, wykładowcą w Europejskim Instytucie Uniwersyteckim (Fernand Braudel Fellow). Został wizytującym profesorem prawa na uniwersytecie w Bordeaux. Był wykładowcą prawa publicznego Unii Europejskiej (Jean Monnet Lecturer in EU Public Law) w National University of Ireland w Galway. W latach 2014–2017 był kierownikiem Katedry Europejskiego Prawa Publicznego im. Jeana Monneta w Middlesex University London. Został dyrektorem Wydziału Prawa i Polityki tej uczelni.
Wszedł w skład rady redakcyjnej the Hague Journal on the Rule of Law oraz Montesquieu Law Review.
W pracy badawczej koncentruje się na prawie konstytucyjnym Unii Europejskiej, prawie rynku wewnętrznego UE, prawie konkurencji i prawach fundamentalnych UE. Ostatnio zajmuje się kwestią odchodzenia od rządów prawa w państwach europejskich (rule of law backsliding in Europe).
Jest aktywnym komentatorem wydarzeń związanych ze zmianami w wymiarze sprawiedliwości w Polsce wprowadzanymi przez partię Prawo i Sprawiedliwość i jej sojuszników od jesieni 2015.